# Vetenskapsåret 2013

## Händelser

### Astronomiochrymdfart

Studier pekar på att Vintergatan i snitt har en planet per stjärna.

- 2 januari - Enligt en studie av Caltech-astronomer innehåller Vintergatan i snitt minst en planet per stjärna, vilket uppskattningsvis skulle leda till att det finns 100–400 biljoner exoplaneter i galaxen. Studien, baserad på planeterna som snurrar runt stjärnan Kepler-32, pekar på att planetsystem är normen i Vintergatan. [1][2]
- 10 maj – En ringformig solförmörkelse inträffar.
- 5 november - Indien skjuter iväg sin första Marssond, Mangalyaan.[3]
- 14 december - Kinas rymdsond Chang'e 3 landar på Månen.[4]